# فرانتس پلیکان
فرانتس پلیکان (آلمانی: Franz Pelikan; ۶ نوامبر ۱۹۲۵ – ۲۱ مارس ۱۹۹۴) بازیکن فوتبال اهل اتریش بود.
از باشگاه‌هایی که در آن بازی کرده‌است می‌توان به باشگاه فوتبال آدمیرا واکر مودلینگ اشاره کرد.
وی همچنین در تیم ملی فوتبال اتریش بازی کرده‌است.